# Markáti
Markáti (Markati) är en ort i Grekland.   Den ligger i prefekturen Nomarchía Anatolikís Attikís och regionen Attika, i den sydöstra delen av landet, 40 km sydost om huvudstaden Aten. Markáti ligger 276 meter över havet och antalet invånare är 185.
Terrängen runt Markáti är kuperad västerut, men österut är den platt. Havet är nära Markáti åt sydost.  Närmaste större samhälle är Kalývia Thorikoú, 13,7 km nordväst om Markáti. Omgivningarna runt Markáti är i huvudsak ett öppet busklandskap.